# 錘型象沫蟬
錘型象沫蟬（学名：Philagra fusiformis）为尖胸沫蟬科象沫蟬屬下的一个种。